# Nekrolog 1790
Nekrolog
◄◄
| ◄
| 1786
| 1787
| 1788
| 1789
| 1790 | 1791 | 1792 | 1793 | 1794 | ► | ►►
Weitere Ereignisse | Allgemeiner Nekrolog 1790
Die Beschreibung der verstorbenen Person sollte so kurz wie möglich gehalten sein und nur deren signifikante Tätigkeit(en) enthalten.
Neue Namen ggf. auch unter dem Geburts- und Sterbedatum, also etwa unter 1. Januar und im Geburts- und Sterbejahr (2024) eintragen (nur bei entsprechender großer Wichtigkeit). Für Beispiele siehe die schon vorhandenen Artikel.
Außerdem über die fünf zuletzt Verstorbenen, zu denen es einen ausreichend guten Artikel für eine Präsentation auf der Hauptseite gibt, nach der todesbedingten Überarbeitung der Artikel ggf. auch unter Wikipedia Diskussion:Hauptseite informieren und sie am besten auch in den anderen Wikipedia-Sprachversionen eintragen. Tipp: Regelmäßig bei news.google.de nach „ist tot“, „gestorben“ oder „verstorben“ suchen.
Wenn eine Person gestorben ist, gibt es viele Seiten zu dieser Person in der Wikipedia, die davon auch betroffen sind und entsprechend aktualisiert werden müssen. Beispiele: Namenübersichtsseite, Geburtsjahr, Geburtsort-Seiten und viele mehr.
Wie finde ich die betroffenen Seiten?
Im Suchfeld auf der linken Seite gibt man den Suchbegriff so ein: „Vorname Nachname“. Dann klickt man auf Volltext und alle Seiten mit entsprechendem Suchtext werden aufgerufen. Hier sieht man dann schnell, wo auch das Todesjahr Sinn macht oder sogar ein Teil des Artikels angepasst werden muss. Auch hilft das „Werkzeug“ auf der linken Seite sehr gut, um solche Seiten aufzufinden: „Links auf diese Seite“. Somit ist die Wikipedia wieder aktuell in allen Bereichen! Hinweis: bei Eintragung der Kategorie „Gestorben JAHR“ wird der Missbrauchsfilter 49 ausgelöst, was jedoch nicht schlimm ist. Siehe: Spezial:Missbrauchsfilter/49
Dies ist eine Liste von im Jahr 1790 verstorbenen bekannten Persönlichkeiten. Die Einträge erfolgen innerhalb der einzelnen Daten alphabetisch sortiert. Tiere sind im Nekrolog für Tiere zu finden.

## Januar
| Tag        | Name                                         | Beruf, bekannt als                                                                                           | Alter | Beleg |
| ---------- | -------------------------------------------- | --- | ----- | ----- |
| 1. Januar  | Franz Xaver Wagenschön                       | österreichischer Maler des Rokoko und Klassizismus                                                           | 63    |       |
| 5. Januar  | Franz Xaver Jungwirth                        | deutscher Kupferstecher und Radierer                                                                         | 69    |       |
| 5. Januar  | Martin Pronath                               | Benediktiner und Theologe                                                                                    | 51    |       |
| 5. Januar  | Jacob Christian Schäffer                     | deutscher evangelischer Superintendent, Extraordinarius, Botaniker, Entomologe und Ornithologe in Regensburg | 71    |       |
| 7. Januar  | Johann Karl Götzinger                        | deutscher lutherischer Theologe                                                                              | 58    |       |
| 13. Januar | Luc Urbain du Bouëxic de Guichen             | französischer Admiral                                                                                        | 77    |       |
| 13. Januar | Valentin Sigismund von Redern und Probsthayn | preußischer Landrat und Landschaftsdirektor                                                                  | 56    |       |
| 13. Januar | Christoph Jeremias Rost                      | deutscher Philologe und Pädagoge                                                                             | 71    |       |
| 15. Januar | John Landen                                  | englischer Mathematiker                                                                                      | 70    |       |
| 16. Januar | Charlotta Eckerman                           | schwedische Opernsängerin, Schauspielerin und Kurtisane                                                      | 30    |       |
| 18. Januar | Johann Friedrich Ludloff                     | fürstlich-schwarzburgischer Sekretär und Landschaftsrat                                                      | 66    |       |
| 20. Januar | Maximilian von Fürst und Kupferberg          | königlich preußischer Großkanzler                                                                            | 72    |       |
| 20. Januar | John Howard                                  | englischer Philanthrop und Reformer des Strafvollzugs                                                        | 63    |       |
| 22. Januar | Jean-Henri-Nicolas Bouillet                  | französischer Arzt und Enzyklopädist                                                                         | 60    |       |
| 23. Januar | Ernst Friedrich Bouchholtz                   | deutscher Jurist, Autor und mecklenburgischer Diplomat                                                       | 71    |       |
| 24. Januar | Johann Gabriel Domeier                       | deutscher Historiker                                                                                         | 72    |       |
| 25. Januar | Meriwether Smith                             | US-amerikanischer Politiker                                                                                  |       |       |
| 28. Januar | Johann Friedrich Stahl                       | deutscher Forstwissenschaftler und Lehrer der Kameralwissenschaften an der Hohen Karlsschule                 | 71    |       |
| 30. Januar | Jacques-André Mallet                         | Schweizer Mathematiker und Astronom                                                                          | 49    |       |

## Februar
| Tag         | Name                                    | Beruf, bekannt als                                                                                             | Alter | Beleg |
| ----------- | --------------------------------------- | --- | ----- | ----- |
| 2. Februar  | Friedrich Wolfgang Reiz                 | deutscher Philologe und Altertumswissenschaftler                                                               | 56    |       |
| 3. Februar  | Otto Heinrich I. von Gemmingen-Hornberg | Geheimrat und Richter am Kaiserlichen Kammergericht                                                            | 62    |       |
| 3. Februar  | Johann Bernhard Hermann                 | deutscher Intellektueller                                                                                      | 28    |       |
| 5. Februar  | William Cullen                          | schottischer Mediziner und Chemiker                                                                            | 79    |       |
| 6. Februar  | Johann Friedrich Klöffler               | deutscher Komponist                                                                                            | 64    |       |
| 7. Februar  | Sabine Elisabeth Oelgard von Bassewitz  | deutsche Schriftstellerin                                                                                      | 73    |       |
| 8. Februar  | Johannes Matthäus Pörtner               | deutscher Ordensgeistlicher und Sänger                                                                         | 42    |       |
| 10. Februar | Philipp Christian Bunsen                | deutscher Münzmeister in Arolsen und Frankfurt                                                                 | 60    |       |
| 11. Februar | Lambert Krahe                           | deutscher Maler und Kunstsammler                                                                               | 77    |       |
| 14. Februar | Capel Bond                              | englischer Organist, Dirigent und Komponist                                                                    | 59    |       |
| 14. Februar | Ferdinand-Olivier Petitpierre           | Schweizer evangelischer Geistlicher                                                                            | 67    |       |
| 16. Februar | Richard d’Alton                         | österreichischer General und Feldzeugmeister                                                                   |       |       |
| 17. Februar | Kristfrid Ganander                      | finnischer Volkskundler und Philologe                                                                          | 48    |       |
| 18. Februar | Elisabeth von Württemberg               | erste Gemahlin des späteren Kaisers Franz II.                                                                  | 22    |       |
| 18. Februar | Johann Baptist Häring                   | deutscher Architekt der Barockzeit                                                                             | 73    |       |
| 19. Februar | Thomas de Mahy de Favras                | Leutnant in der Schweizergarde des Grafen von Provence und Opfer eines politischen Komplotts                   | 45    |       |
| 19. Februar | Johann Baptist Krumpholtz               | Komponist und Harfenist                                                                                        | 47    |       |
| 20. Februar | Joseph II.                              | Kaiser des Heiligen Römischen Reiches (1765–1790), Alleinherrscher in den österreichischen Ländern (1780–1790) | 48    |       |
| 20. Februar | Angelo Lorenzo Grazini                  | italienischer Kirchenhistoriker und Dichter                                                                    |       |       |
| 20. Februar | Erik Pauelsen                           | dänischer Zeichner, Kupferstecher und Maler                                                                    | 40    |       |
| 22. Februar | Johann Rudolf Schlegel                  | deutscher Theologe und Pädagoge zur Zeit der Aufklärung                                                        | 60    |       |
| 26. Februar | Joseph Valla                            | Oratorianer, Theologe und Philosoph, Verfasser mehrerer Lehrbücher                                             |       |       |

## März
| Tag      | Name                            | Beruf, bekannt als                                             | Alter | Beleg |
| -------- | ------------------------------- | -------------------------------------------------------------- | ----- | ----- |
| 4. März  | Friedrich Fabian von Massenbach | preußischer Leutnant, Rittmeister, Landrat und Landesdirektor  | 66    |       |
| 4. März  | Henry Wisner                    | US-amerikanischer Politiker                                    |       |       |
| 5. März  | Flora MacDonald                 | britische Adlige und Heldin der Jakobiten                      |       |       |
| 7. März  | Jean-Baptiste Romé de L’Isle    | französischer Mineraloge und Kristallograph                    | 53    |       |
| 10. März | Ulrich von Heyking              | preußischer Generalmajor und Chef des Garnisonsregiments Nr. 8 | 71    |       |
| 12. März | William Grayson                 | US-amerikanischer Politiker                                    |       |       |
| 12. März | Andreas Hadik von Futak         | österreichischer Reichsgraf und Feldmarschall                  | 79    |       |
| 15. März | Johann Thomas Otto              | deutscher Kaufmann und Ratsherr der Hansestadt Lübeck          |       |       |
| 16. März | Wilhelm Heinrich Schultze       | deutscher evangelischer Geistlicher                            | 65    |       |
| 17. März | Josef Anton Renn                | österreichischer Bildhauer                                     | 74    |       |
| 17. März | Benjamin Wilhelm Daniel Schulze | deutscher Pädagoge und Philologe                               | 75    |       |
| 23. März | Georg Christian Crollius        | deutscher Historiker                                           | 61    |       |
| 24. März | Hildegard von Moskopp           | Oberin des Klosters Maria Engelport                            |       |       |
| 30. März | Cezayirli Gazi Hassan Pascha    | osmanischer Seeoffizier, Heerführer und Politiker              |       |       |
| März     | Lucile Grétry                   | französische Komponistin                                       | 17    |       |

## April
| Tag       | Name                                    | Beruf, bekannt als                                                                                          | Alter | Beleg |
| --------- | --------------------------------------- | --- | ----- | ----- |
| 2. April  | Robert Hanson Harrison                  | US-amerikanischer Jurist                                                                                    |       |       |
| 3. April  | Ephraim Moses Kuh                       | deutsch-jüdischer Dichter und Kaufmann                                                                      |       |       |
| 6. April  | Ludwig IX.                              | Landgraf von Hessen-Darmstadt                                                                               | 70    |       |
| 8. April  | Johann Heinrich Daniel Moldenhawer      | deutscher evangelischer Theologe, Bibliothekar und Bibelübersetzer                                          | 80    |       |
| 9. April  | Nicolas-Sylvestre Bergier               | französischer Theologe                                                                                      | 71    |       |
| 11. April | Charles Churchill                       | britischer Seemann                                                                                          |       |       |
| 13. April | Heinrich Justus Ludwig Schlemm          | deutscher Jurist und Königlich Großbritannischer und Kurfürstlich Braunschweig-Lüneburgischer Kammermeister | 65    |       |
| 14. April | Josef Meissl der Ältere                 | österreichischer Baumeister und Architekt                                                                   |       |       |
| 17. April | Benjamin Franklin                       | nordamerikanischer Politiker, Verleger, Schriftsteller, Naturwissenschaftler und Freimaurer                 | 84    |       |
| 17. April | Jakob Wilhelm Benedikt von Langenmantel | deutscher Patrizier und Stadtpfleger (Bürgermeister)                                                        | 70    |       |
| 17. April | Hendrik de Winter                       | niederländischer Zeichner und Kunsthändler                                                                  | 72    |       |
| 19. April | Carl Gottfried von Winkler              | sächsischer Jurist und Bürgermeister von Leipzig                                                            | 67    |       |
| 23. April | Johann Steuerwald                       | deutscher Bildhauer und Bildstockmeister                                                                    | 60    |       |
| 25. April | Maria Anna von Pfalz-Sulzbach           | Pfalzgräfin von Sulzbach und durch Heirat Prinzessin von Bayern                                             | 67    |       |
| 29. April | Samuel Heinicke                         | Pädagoge und „Erfinder“ der Deutschen Methode der Gehörlosenpädagogik                                       | 63    |       |
| 29. April | Karl Gottfried Jehnichen                | deutscher Pädagoge und Literaturwissenschaftler                                                             |       |       |
| 30. April | Heinrich Ludwig Manger                  | deutscher Architekt und Pomologe, preußischer Baubeamter                                                    | 61    |       |

## Mai
| Tag      | Name                                               | Beruf, bekannt als                                                                         | Alter | Beleg |
| -------- | -------------------------------------------------- | ------------------------------------------------------------------------------------------ | ----- | ----- |
| 2. Mai   | Philipp Matthäus Hahn                              | deutscher Pfarrer und Ingenieur                                                            | 50    |       |
| 2. Mai   | Viktor Amadeus von Anhalt-Bernburg-Schaumburg-Hoym | Prinz von Anhalt-Bernburg-Schaumburg-Hoym und russischer General                           | 45    |       |
| 3. Mai   | Johann Jakob Hemmer                                | deutscher Meteorologe, Physiker, Sprachforscher                                            | 56    |       |
| 4. Mai   | Matthew Tilghman                                   | US-amerikanischer Politiker                                                                | 72    |       |
| 6. Mai   | Johannes Gessner                                   | Schweizer Naturforscher                                                                    | 81    |       |
| 6. Mai   | Jacques Antoine Hippolyte Guibert                  | französischer General und Militärschriftsteller                                            | 46    |       |
| 9. Mai   | Johann Friedrich Brandis                           | deutscher Jurist und Hochschullehrer                                                       | 29    |       |
| 9. Mai   | William Clingan                                    | US-amerikanischer Politiker                                                                |       |       |
| 9. Mai   | Karl Gottfried Woide                               | deutsch-britischer Orientalist                                                             | 64    |       |
| 14. Mai  | Franz Bernhard Rodde                               | Bürgermeister der Hansestadt Lübeck                                                        |       |       |
| 14. Mai  | Georg Philipp von Schönaich                        | kaiserlicher Oberst und preußischer Generalmajor                                           | 85    |       |
| 18. Mai  | Gottlob Christoph Paulus                           | lutherischer Pfarrer, als Mystiker des Amts enthoben                                       | 63    |       |
| 20. Mai  | Nathan Miller                                      | US-amerikanischer Politiker                                                                | 47    |       |
| 22. Mai  | Johann Dominikus Schultze                          | deutscher Arzt und Naturforscher                                                           | 38    |       |
| 23. Mai  | Heinrich Ernst von Leipziger                       | preußischer Generalmajor, Chef des Infanterieregiments Nr. 3 und Ritter des Pour le Merite | 71    |       |
| 23. Mai  | George Montagu, 1. Duke of Montagu                 | britischer Peer und Politiker                                                              | 77    |       |
| 24. Mai  | François-Henri Clicquot                            | französischer Orgelbauer                                                                   |       |       |
| 24. März | Johann Daniel von Kreber                           | dänischer Generalleutnant                                                                  | 70    |       |
| 24. Mai  | Gelasius Dobner                                    | böhmischer Piarist und Historiker                                                          | 70    |       |
| 26. Mai  | Nathaniel Folsom                                   | US-amerikanischer Politiker                                                                | 63    |       |
| 29. Mai  | Israel Putnam                                      | US-amerikanischer General im Amerikanischen Unabhängigkeitskrieg                           | 72    |       |

## Juni
| Tag      | Name                                 | Beruf, bekannt als                                                    | Alter | Beleg |
| -------- | ------------------------------------ | --------------------------------------------------------------------- | ----- | ----- |
| 1. Juni  | Theodorick Bland                     | US-amerikanischer Politiker                                           | 48    |       |
| 1. Juni  | Charles-Benjamin de Lubières         | schweizerischer Mathematiker, Enzyklopädist                           |       |       |
| 8. Juni  | Charles-Joseph van Helmont           | belgischer Komponist und Organist                                     |       |       |
| 11. Juni | Aemilian Reif                        | deutscher Benediktiner, Theologe und Hochschullehrer                  | 49    |       |
| 14. Juni | Friedrich Benignus von Schmidthenner | königlich preußischer Oberst und zuletzt Kommandant der Festung Glatz | 61    |       |
| 14. Juni | Franz Joseph Melchior Zen Ruffinen   | Schweizer römisch-katholischer Geistlicher, Bischof von Sitten        | 61    |       |
| 15. Juni | Johann Augustin Köselitz             | deutscher evangelischer Theologe                                      | 68    |       |
| 17. Juni | Lampert Hinrich Röhl                 | deutscher Astronom                                                    | 65    |       |
| 23. Juni | Paul Gedler                          | deutscher Altarbauer                                                  | 75    |       |
| 23. Juni | Johann Wenzel Pohl                   | tschechischer Sprachwissenschaftler                                   |       |       |
| 23. Juni | Johann Anton III. von Zehmen         | Bischof des Bistums Eichstätt; Fürstbischof des Hochstifts Eichstätt  |       |       |
| 25. Juni | Lovisa Augusti                       | schwedische Opernsängerin                                             |       |       |
| 26. Juni | Heinrich Gottlieb von Könitz         | preußischer Generalmajor, zuletzt Chef des Infanterieregiments Nr. 17 |       |       |
| 30. Juni | Antoine Bertin                       | französischer Dichter                                                 | 37    |       |

## Juli
| Tag      | Name                                        | Beruf, bekannt als                                                                                           | Alter | Beleg |
| -------- | ------------------------------------------- | --- | ----- | ----- |
| 1. Juli  | Johann Gerhard Gruner                       | deutscher Jurist und Historiker                                                                              | 56    |       |
| 1. Juli  | William Roy                                 | britischer Kartograf, Offizier, Geodät und Altertumsforscher                                                 | 64    |       |
| 4. Juli  | Johann Joachim Carstens                     | deutscher Jurist und Ratssekretär der Hansestadt Lübeck                                                      | 66    |       |
| 6. Juli  | George Augustus Eliott, 1. Baron Heathfield | britischer Offizier                                                                                          | 72    |       |
| 7. Juli  | Frans Hemsterhuis                           | niederländischer Philosoph                                                                                   | 68    |       |
| 9. Juli  | Johann Christoph Meinecke                   | deutscher evangelisch-lutherischer Theologe und Natur- und Heimatforscher                                    | 67    |       |
| 10. Juli | Peter Jonas Bergius                         | schwedischer Mediziner und Naturwissenschaftler                                                              | 60    |       |
| 10. Juli | Johann Georg Pfranger                       | deutscher evangelischer Geistlicher                                                                          | 44    |       |
| 11. Juli | Georg Christoph Silberschlag                | Naturwissenschaftler                                                                                         | 58    |       |
| 11. Juli | Carl Gottlieb Strauß                        | deutscher evangelischer Geistlicher und Pädagoge                                                             | 47    |       |
| 13. Juli | Clemens August Maria Droste zu Vischering   | fürstbischöflich-münsterscher Amtsdroste                                                                     | 48    |       |
| 14. Juli | Gideon Ernst von Laudon                     | österreichischer Feldherr                                                                                    | 73    |       |
| 16. Juli | Andreas Böhm                                | deutscher Philosoph und Mathematiker                                                                         | 69    |       |
| 17. Juli | Johann II Bernoulli                         | Schweizer Mathematiker                                                                                       | 80    |       |
| 17. Juli | Gerhard Alexander von Saß                   | königlich preußischer Generalleutnant, Chef des Garnisons-Regiments Nr. 6 sowie Kommandant der Festung Cosel | 71    |       |
| 17. Juli | Adam Smith                                  | schottischer Ökonom und Moralphilosoph                                                                       |       |       |
| 21. Juli | Franz Arnold von der Asseburg               | Dompropst in Paderborn und Domherr in Münster                                                                | 77    |       |
| 21. Juli | Gold Selleck Silliman                       | amerikanischer Jurist und General                                                                            | 58    |       |
| 24. Juli | Johann Friedrich Hiller                     | deutscher Pädagoge, Rhetoriker und Philosoph                                                                 | 72    |       |
| 25. Juli | Johann Bernhard Basedow                     | deutscher Pädagoge und Schriftsteller                                                                        | 65    |       |
| 25. Juli | William Livingston                          | US-amerikanischer Politiker                                                                                  | 66    |       |
| 25. Juli | Johann Adam Spengler                        | Schweizer Hafner                                                                                             | 63    |       |
| 27. Juli | Georg Wilhelm Overkamp                      | deutscher Orientalist                                                                                        | 83    |       |
| 29. Juli | Georg Saum                                  | deutscher Maler des Spätbarock                                                                               | 54    |       |
| 31. Juli | Johann Frischmuth                           | deutscher Schauspieler und Komponist                                                                         | 48    |       |

## August
| Tag        | Name                                           | Beruf, bekannt als                                                   | Alter | Beleg |
| ---------- | ---------------------------------------------- | -------------------------------------------------------------------- | ----- | ----- |
| 4. August  | Francis North, 1. Earl of Guilford             | englischer Politiker                                                 | 86    |       |
| 6. August  | George Friedrich von Wentzky und Petersheyde   | preußischer Landrat                                                  | 59    |       |
| 9. August  | Ignazio Gaetano Boncompagni-Ludovisi           | römisch-katholischer Kardinal                                        | 47    |       |
| 10. August | Johann Michael Ladensack                       | deutscher Spiritualist                                               |       |       |
| 12. August | Heinrich Franz Maria Ab-Yberg                  | Schweizer Politiker, Archivar, Chronist und Komponist                | 76    |       |
| 14. August | Hans Heinrich von Ecker und Eckhoffen          | deutscher Adliger                                                    | 40    |       |
| 15. August | Johann Kaspar Deust                            | lutherischer Geistlicher                                             |       |       |
| 16. August | David Brearley                                 | US-amerikanischer Jurist                                             | 45    |       |
| 17. August | Johann Zacharias Leonhard Junkheim             | deutscher Theologe, Rektor, Philologe und Liederdichter              | 60    |       |
| 19. August | Ignaz Franz                                    | deutscher katholischer Priester, Theologe und Kirchenlieddichter     | 70    |       |
| 19. August | Samuel Gustav Wilcke                           | schwedisch-pommerscher Botaniker, Entomologe und Theologe            |       |       |
| 23. August | Johanna Franziska von Hohenzollern-Sigmaringen | Fürstin zu Salm-Kyrburg                                              | 25    |       |
| 27. August | Johann Georg Heinrich von Werthern             | preußischer Geheimer Staatsminister und Grand Maitre de la Garderobe | 55    |       |
| 28. August | Joachim Christian Blum                         | deutscher Dichter                                                    | 50    |       |
| 29. August | Ludwig Günther II.                             | Fürst von Schwarzburg-Rudolstadt                                     | 81    |       |

## September
| Tag           | Name                                     | Beruf, bekannt als                                                      | Alter | Beleg |
| ------------- | ---------------------------------------- | ----------------------------------------------------------------------- | ----- | ----- |
| 1. September  | Adrian Andreas Pfannenschmidt            | deutscher Unternehmer                                                   | 66    |       |
| 1. September  | Joseph Smith                             | britischer Offizier der Ostindien-Kompanie                              |       |       |
| 2. September  | Johann Nikolaus von Hontheim             | Weihbischof und Kirchenjurist in Trier                                  | 89    |       |
| 5. September  | Martin Crugot                            | deutscher evangelischer Geistlicher                                     | 65    |       |
| 8. September  | Johann Evangelist Fischer                | katholischer Pfarrer in dem niederbayerischen Markt Gangkofen           |       |       |
| 10. September | John Gore                                | britisch-amerikanischer Seemann                                         |       |       |
| 10. September | Friedrich Gottlob von Kottwitz           | preußischer Land- und Justizrat                                         | 56    |       |
| 12. September | Matthias Naeff                           | Schweizer Unternehmer und Politiker                                     | 46    |       |
| 13. September | Gottfried Ploucquet                      | deutscher Philosoph und Logiker                                         | 74    |       |
| 17. September | Johann Conrad Eichhorn                   | deutscher Pastor und Zoologe                                            | 72    |       |
| 18. September | Henry, Duke of Cumberland and Strathearn | Herzog von Cumberland und Strathearn                                    | 44    |       |
| 23. September | Rambaldo degli Azzoni Avogaro            | italienischer katholischer Geistlicher, Heimatforscher und Numismatiker | 70    |       |
| 27. September | Johann Jacob Sartorius                   | deutscher evangelischer Geistlicher und Pädagoge                        | 59    |       |
| 28. September | Nikolaus I. Joseph Esterházy de Galantha | Feldmarschall                                                           | 75    |       |
| 29. September | Johann Georg Röllig                      | deutscher Komponist und Kapellmeister                                   | 79    |       |

## Oktober
| Tag         | Name                        | Beruf, bekannt als                                                                          | Alter | Beleg |
| ----------- | --------------------------- | ------------------------------------------------------------------------------------------- | ----- | ----- |
| 5. Oktober  | Christian David Jani        | deutscher Philologe und Pädagoge                                                            | 46    |       |
| 6. Oktober  | Johann Michael Heinze       | deutscher Pädagoge                                                                          | 73    |       |
| 11. Oktober | Georg Christoph Pisanski    | deutscher Gymnasiallehrer und Literaturhistoriker in Königsberg                             | 65    |       |
| 11. Oktober | Marmaduke Tunstall          | englischer Ornithologe und Sammler                                                          |       |       |
| 14. Oktober | William Hooper              | Unterzeichnete für North Carolina die Unabhängigkeitserklärung der Vereinigten Staaten      | 48    |       |
| 14. Oktober | Johann Sebastian Schramm    | deutscher Chorregent, Antiquar                                                              | 61    |       |
| 19. Oktober | Lyman Hall                  | US-amerikanischer Politiker                                                                 | 66    |       |
| 26. Oktober | Ferdinand von Meggenhofen   | bayerisch-österreichischer Beamter und Mitglied des Illuminatenordens                       | 30    |       |
| 27. Oktober | Wiguläus von Kreittmayr     | deutscher Rechtswissenschaftler, kurfürstlich bayerischer Wirklicher Geheimer Staatskanzler | 84    |       |
| 28. Oktober | Lucas Hinrich Eding         | deutscher Kaufmann und Hamburger Oberalter                                                  | 73    |       |
| 29. Oktober | Franz Arnold                | Maler und Kupferstecher                                                                     |       |       |
| 30. Oktober | Hans Friedrich von Haugwitz | preußischer Landrat                                                                         | 55    |       |
| 30. Oktober | Karai Senryū                | japanischer Dichter                                                                         |       |       |

## November
| Tag          | Name                            | Beruf, bekannt als                                                        | Alter | Beleg |
| ------------ | ------------------------------- | ------------------------------------------------------------------------- | ----- | ----- |
| 3. November  | Christoph von Billerbeck        | preußischer Oberst                                                        | 76    |       |
| 5. November  | Heinrich Gabriel von Collenbach | österreichischer Diplomat und Staatsmann                                  | 84    |       |
| 6. November  | James Bowdoin                   | US-amerikanischer Politiker                                               | 64    |       |
| 11. November | Eberhard von Hager              | preußischer Generalleutnant, Chef des Infanterieregiments Nr. 38          |       |       |
| 11. November | Nikolaus von Pacassi            | österreichischer Architekt                                                | 74    |       |
| 16. November | Daniel of St. Thomas Jenifer    | US-amerikanischer Politiker                                               |       |       |
| 16. November | Cosmann Friedrich Köstlin       | deutscher evangelischer Pfarrer und Superintendent                        | 79    |       |
| 16. November | Johann Ludwig Uhl               | deutscher Jurist und Hochschullehrer                                      | 76    |       |
| 17. November | Johann Peter Jäger              | deutscher Stuckateur, Bildhauer und Architekt des Rokoko                  | 82    |       |
| 20. November | Johann Wilhelm Hönert           | deutscher reformierter Pastor, Autor und Kirchenhistoriker                | 67    |       |
| 21. November | Karol Stanisław Radziwiłł       | polnisch-litauischer Adliger, Woiwode von Vilnius und Starost von Lemberg | 56    |       |
| 22. November | Larcum Kendall                  | britischer Uhrmacher                                                      | 71    |       |
| 24. November | Robert Henry                    | schottischer Historiker                                                   | 72    |       |
| 27. November | Lambert Kraus                   | Komponist und Abt in der bayerischen Benediktinerabtei Metten             | 62    |       |
| 27. November | Robert Livingston               | dritte Lord of Livingston Manor                                           | 81    |       |
| 28. November | Pierre Jaquet-Droz              | Schweizer Uhrmacher                                                       | 69    |       |

## Dezember
| Tag          | Name                                                 | Beruf, bekannt als                                                                                             | Alter | Beleg |
| ------------ | ---------------------------------------------------- | --- | ----- | ----- |
| 5. Dezember  | Johannes Zumpe                                       | britischer Tafelklavierbauer                                                                                   | 64    |       |
| 14. Dezember | Juliane Auguste Henriette von Winterfeldt            | deutsche Domina (Äbtissin)                                                                                     |       |       |
| 16. Dezember | Ludwig August Lebrun                                 | deutscher Oboist und Komponist                                                                                 | 38    |       |
| 20. Dezember | Elizabeth Campbell, 1. Baroness Hamilton of Hameldon | britische Aristokratin, Oberhofdame der Queen Consort Sophie Charlotte von Irland, Großbritannien und Hannover | 57    |       |
| 25. Dezember | Maria Teresa Cybo-Malaspina                          | Herzogin von Massa und Carrara                                                                                 | 65    |       |
| 25. Dezember | Johann Gottfried Heinitz                             | deutscher Pädagoge und Kirchenlieddichter                                                                      | 78    |       |
| 29. Dezember | Jean-Georges Lefranc de Pompignan                    | Erzbischof und französischer Politiker                                                                         | 75    |       |

## Datum unbekannt
| Tag | Name                             | Beruf, bekannt als                                        | Alter | Beleg |
| --- | -------------------------------- | --------------------------------------------------------- | ----- | ----- |
|     | Alphons Albertin                 | deutscher Benediktinermönch, Kirchenmusiker und Komponist |       |       |
|     | Patrick Browne                   | irischer Botaniker und Mediziner                          |       |       |
|     | Giovan Battista Cascione         | italienischer Architekt                                   |       |       |
|     | Juan de la Cruz Cano y Olmedilla | spanischer Kartograf, Illustrator und Kupferstecher       |       |       |
|     | Jakob Heinrich Dann              | Oberbürgermeister von Tübingen                            | 70    |       |
|     | Johann Hinrich Gossler           | deutscher Bankier und Kaufmann                            |       |       |
|     | Andrew Harper                    | englischer Mediziner                                      |       |       |
|     | Stefano Ittar                    | polnischer Architekt                                      |       |       |
|     | Marie-Madeleine Jodin            | französische Schauspielerin, Autorin                      |       |       |
|     | Johann Heinrich Kratzenstein     | braunschweigischer Jurist und Hofrat                      |       |       |
|     | Johann David Kriesche            | deutscher Stück- und Glockengießer                        |       |       |
|     | Nicolae Mavrogheni               | rumänischer Fürst                                         |       |       |
|     | Gaetano Mercurio                 | italienischer Maler                                       |       |       |
|     | Mulai Muhammad                   | marokkanischer Herrscher (1757/1759–1790)                 |       |       |
|     | Giammaria Ortes                  | venetianischer Gelehrter, Komponist und Mönch             |       |       |
|     | Johann Schinkel                  | dänischer Generalmajor                                    |       |       |